# Storia della combinatoria
Problemi combinatori sono stati studiati fin dall'antichità, ma la combinatoria, come area consistente della matematica, è stata pienamente riconosciuta solo nella seconda metà del XX secolo.

## Antichità
Nell'antichità sembra che solo nelle civiltà orientali sia stata coltivata la combinatoria, soprattutto con lo studio di configurazioni combinatorie che contengono caratteristiche di simmetria di grande suggestione, tanto da far pensare a contenuti magici ed esoterici.
Vi sono documenti riguardanti lo studio dei quadrati magici in Cina nel I secolo; non sembra invece giustificato sostenere che fosse noto fin dal 2200 a.C. il famoso 
{\displaystyle {\begin{bmatrix}8&1&6\\3&5&7\\4&9&2\\\end{bmatrix}}.}
Presso gli Indù erano note ai tempi di Bhāskara intorno al 1150 le espressioni per i numeri delle permutazioni e delle combinazioni; forse erano note anche a Brahmagupta nel VI secolo.
I quadrati magici vengono studiati ampiamente in Cina negli anni tra il 900 e il 1300. Essi sono studiati anche nel mondo islamico. In questi studi si hanno sempre toni mistici. Essi e i quadrati latini giungono in Occidente attraverso il matematico bizantino Moscopulo intorno al 1315. Un altro oggetto studiato è quello che in Italia si chiama prevalentemente triangolo di Tartaglia, schieramento bidimensionale di coefficienti binomiali. Noto agli indiani, si ritrova nel XIII secolo in Giordano Nemorario nell'opera dell'arabo Al Tusi e nei testi cinesi intorno al 1300; questi verosimilmente riprendono risultati ora perduti di Chia Hsien ottenuti intorno all'anno 1100.
Ricordiamo infine Leonardo Fibonacci con la sua successione di numeri.

## Secolo XVII
Blaise Pascal con il Traité del 1665 analizza il triangolo ora noto giustamente con il suo nome.
Gottfried Leibniz con Dissertatio de arte combinatoria del 1666 (rifacendosi anche a Raimondo Lullo) propone di studiare questi argomenti, parla di partizioni di interi e di geometria della posizione.
Thomas Harriot, Blaise Pascal ed Eulero chiariscono lo stretto collegamento fra sviluppi formali e cardinalità di specifiche configurazioni combinatorie, in particolare la coincidenza dei coefficienti dello sviluppo del binomio con i numeri dei sottoinsiemi delle diverse cardinalità di un insieme di data cardinalità. Questi studi avviano il collegamento fra algebra e combinatoria che porterà alla combinatoria algebrica.
Abraham de Moivre nel 1697 dimostra lo sviluppo multinomiale; inoltre scopre il principio di inclusione-esclusione e con esso calcola il numero delle dismutazioni.

## Secolo XVIII
De Moivre trova l'espressione chiusa per i numeri di Fibonacci.
Ad Eulero si devono la nascita della teoria dei grafi con il problema dei ponti di Königsberg, lo studio delle partizioni con la relativa funzione generatrice e la loro connessione con le funzioni simmetriche e la posizione del problema dei quadrati greco-latini, ovvero delle coppie di quadrati latini ortogonali.
Un altro risultato da ricordare è la formula di inversione di Lagrange.

## Secolo XIX
La combinatoria interessa attività pratiche (1818).
Si incontra nei gruppi di permutazioni, studiati da Lagrange, Galois e Cauchy.
Viene proposto il Calcolo di Blissard, sistema che porterà al calcolo umbrale.
Il permanente di una matrice viene studiato da Binet e Cauchy.
Si studiano il problema degli incontri e il problema dei ménages.
Attraverso la matematica ricreativa si introducono altri problemi: il problema dei grafi hamiltoniani, il problema dei 4 colori posto da Francis Guthrie, le triple di Steiner.
Si affronta il problema del calcolo delle orbite dei gruppi di permutazioni giungendo al lemma di Cauchy-Frobenius.
Viene pubblicato il primo testo che espone con una certa sistematicità la combinatoria, dovuto a Netto. 
Viene affrontato il problemi degli invarianti per opera principalmente di Cayley e Sylvester. 
In questo periodo si hanno importanti contributi da parte di Capelli, Bonferroni e Faà di Bruno.
Rilevanti contributi alla problematica della enumerazione sono dati da MacMahon. il quale è anche l'autore di un secondo importante testo sulla combinatoria.

## Inizio del XX secolo
Gli importanti progressi della matematica astratta che si concentra sulla costruzione di un ampio edificio formale basato su assiomi e retto da dimostrazioni di esistenza conduce ad una caduta dell'importanza dei metodi costruttivi; una sorta di colpa di questo squilibrio è attribuibile in particolare ad Hilbert all'inizio del XX secolo e ai Bourbakisti a partire dagli anni 1930. Da questo punto di vista si tende a considerare i problemi combinatorici o al livello della matematica ricreativa o troppo difficili e irrisolvibili.
La combinatoria accenna a raggiungere una certa autonomia dopo la pubblicazione del testo Combinatory Analysis di Percy Alexander MacMahon nel 1915. L'importanza della disciplina cresce, ma solo gradualmente, negli anni successivi: sono da ricordare i testi di Dénes König sulla teoria dei grafi e di Marshall Hall.
In questo periodo, comunque, si ottengono importanti risultati e si aprono nuovi importanti filoni di ricerca: a questo proposito vanno ricordati nomi quali Ramsey, Kuratowski, Polya, Renyi.
Inoltre molte tematiche a carattere costruttivo-algoritmico che entreranno in una combinatoria abbastanza sistematica vengono affrontate in settori consolidati della matematica e in altre discipline: teoria dei gruppi, teoria dei campi, geometria algebrica,
calcolo numerico, funzioni speciali, meccanica quantistica, chimica molecolare, biologia molecolare, ricerca operativa, visualizzazione.
Va inoltre ricordata la nascita e il progressivo intenso sviluppo del calcolo scientifico automatico, con la sua richiesta di procedimenti costruttivi e con la sua crescente capacità di ottenere soluzioni e di esaminare configurazioni con procedimenti di matematica sperimentale (empirismo matematico).

## Dopo gli anni 1960
Il suo sviluppo ha ricevuto impulso dall'opera di Gian-Carlo Rota, che a partire dagli anni 1960, ha contribuito alla fondazione di teorie unificatrici di ampia portata e di grande chiarezza formale. 
Un'altra figura influente è stata quella di Marcel Paul Schützenberger, con i suoi contributi alla teoria dei codici a lunghezza variabile, ovvero alla combinatoria delle parole. 
Un'azione diversa, ma molto efficace, si deve a Paul Erdős e alla sua capacità di porre e risolvere problemi, i suoi contributi riguardando soprattutto problemi estremali.
Altre figure importanti: Izrail' Moiseevič Gel'fand, László Lovász, Richard P. Stanley, Bela Ballobas, Doron Zeilberger, Noga Alon.

### Combinatorica algoritmica
- Algoritmo greedy
- Problema del commesso viaggiatore
- Teoria della complessità computazionale
- Problemi di trasporto sui grafi, Ford e Fulkerson
- Combinatoria poliedrale
- Programmazione lineare e Metodo del simplesso
- Teoria dei giochi

### Sistemi software per la combinatorica
ACE, Symmetrica, ...